# Missione economica italiana in Giappone
La missione economica italiana in Giappone fu una missione ufficiale di carattere economico, inviata in Giappone e in Manciukuò dal Governo italiano nel maggio e giugno del 1938.
Decisa in seguito all'adesione italiana al Patto Anticomintern (avvenuta nel novembre 1937), la missione ebbe lo scopo di creare più solidi rapporti diplomatico-commerciali fra l'Italia e il Giappone. Faceva seguito ad una prima missione del Partito Nazionale Fascista, inviata nel febbraio 1938 con scopi meramente politico-ideologici e presieduta dall'ambasciatore Giacomo Paulucci di Calboli Barone.

## Le premesse politiche internazionali
L'Impero nipponico si era da tempo avviato sulla strada dell'espansionismo politico-militare e si stava preparando a un conflitto di più vaste proporzioni per l'egemonia sull'Asia e sul Pacifico. Tuttavia, fino al 1935 era rimasto sostanzialmente privo di significative alleanze internazionali e solo allora si avvicinò alla Germania: quest'ultima inviò in quell'anno una propria missione economica alla quale seguì un trattato di amicizia tra le due potenze. Nel novembre 1936 esse stipularono il già citato patto Anticomintern a Berlino
Contemporaneamente, vi fu l'avvicinamento tedesco e giapponese all'Italia, la quale cercava a sua volta di contrastare la politica di isolamento a cui la Società delle Nazioni tentò di sottoporla in seguito alla guerra d'Etiopia. Nell'ottobre 1936 l'Italia creò la cosiddetta Asse con la Germania e nel novembre 1937 aderì al patto Anticomintern; nel mese successivo uscì dalla Società delle Nazioni, di cui pure il Giappone e la Germania non facevano più parte dal 1933.
Banalizzando per brevità il contesto dell'epoca, se l'intento del suddetto patto era unire i paesi ideologicamente antitetici all'Urss e al comunismo, si stava in realtà creando una vasta alleanza internazionale con specifici fondamenti politico-ideologici. Essa infatti si contrapponeva pure alle democrazie occidentali, definendo via via delle precise e ambiziose sfere di influenza geopolitica e gettando le basi per un sostegno reciproco su larga scala. Nel maggio 1937, il Giappone si convinse della necessità di un'alleanza militare con la Germania.
Il legame tra i paesi amici andava ovviamente oltre alle esigenze prettamente politiche coinvolgendo gli aspetti commerciali. In particolare, da parte giapponese c'era la necessità di sviluppare una più solida rete economica internazionale, al fine di esportare materie prime e importare determinati beni con cui munire le proprie industrie e le proprie armate: apparecchiature, mezzi e armamenti più avanzati, anche attraverso la cessione di brevetti come già avvenne con aziende europee tipo la Fokker e la Junkers. Si tenga inoltre conto che, nel caso dell'Italia, l'industria nazionale eccelleva ancora in taluni settori quale quello aeronautico.

## L'Italia e l'Estremo Oriente
La presenza italiana in estremo oriente risaliva al 1901, quando il Regno sabaudo inviò un proprio corpo di spedizione in Cina durante la rivolta dei Boxer, ottenendo in concessione parte della città di Tientsin poi allargata inglobando l'ex concessione austroungarica.
Tornando all'Aeronautica, essa parve divenire, in due fasi diverse, la cartina di tornasole della politica italiana in estremo oriente durante gli anni Trenta. Sin dal 1933, infatti, Mussolini colse l'opportunità di offrire all'Italia un ruolo considerevole presso la Repubblica cinese guidata da Chiang Kai-shek e fu soprattutto grazie alla stessa Aeronautica se si poterono gettare le basi per un solido rapporto tra i due paesi. Ciò non avvenne solo attraverso esportazioni di velivoli da guerra utilizzati contro il Giappone (in particolare aerei da caccia: Fiat CR.42, Breda Ba.27, Savoia-Marchetti S.M.81) e l'invio di una permanente missione militare, ma persino con la nomina di un ufficiale italiano (Roberto Lordi) quale Capo di Stato Maggiore dell'Aeronautica cinese.
Nel 1937, la situazione derivata dalla guerra d'Etiopia e l'adesione in novembre al patto Anticomintern ribaltarono la politica italiana in estremo oriente. Il promettente rapporto italo-cinese venne così sacrificato in ottemperanza alla nuova amicizia col Giappone e ciò avvenne in un periodo storico particolarmente delicato. Bisogna infatti sottolineare che dal luglio di quell'anno i due paesi asiatici erano scesi in guerra.
I risultati del predetto avvicinamento con l'Italia si videro concretamente già alla fine di quell'anno, allorché il governo nipponico effettuò un massiccio ordinativo di 72 bombardieri italiani Fiat B.R.20 (più motori di ricambio, armamenti e attrezzature per un valore complessivo di 230.000.000 di lire dell'epoca, pari a circa 200.000.000 di euro del 2012) da impiegare in quello scenario bellico. Fu inoltre prevista una missione militare affidata alla Regia Aeronautica italiana col compito di addestrare il personale giapponese all'uso dei velivoli nel 1938. La missione militare venne quindi incaricata di svolgere una fitta serie di visite presso enti civili e militari oltre che gruppi industriali con l'obiettivo di implementare le esportazioni.
In quello stesso periodo si decise l'invio di una missione economica italiana nell'impero del Sol Levante e ciò venne annunciato ufficialmente dal Governo italiano il 25 dicembre 1937. Compiti della missione erano l'articolazione di scambi economico-commerciali nonché la definizione di accorgimenti atti a limitare i danni della concorrenza fra Italia e Giappone su terzi mercati. Alla luce di quanto esposto, è facilmente immaginabile quanta importanza essa assunse per il governo giapponese oltre che, ovviamente, per l'Italia.

## I componenti

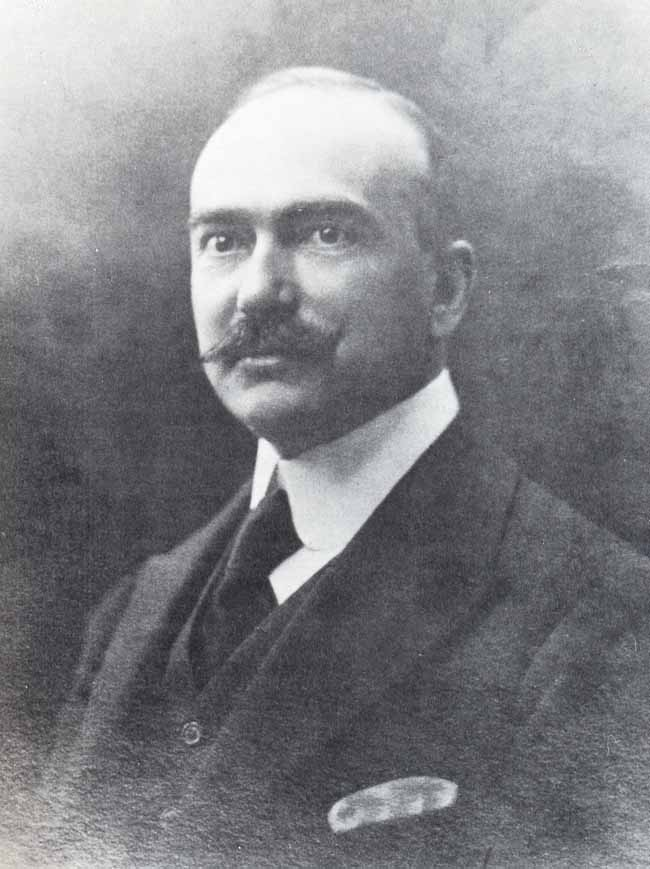
Il Senatore Ettore Conti, presidente della Missione e Ambasciatore del re e Imperatore

La missione era presieduta dal senatore Ettore Conti di Verampio, personaggio di spicco dell'economia italiana e già presidente di Confindustria e dell'Agip; essa comprendeva 6 delegati ufficiali, rappresentanti dei massimi organi economico-commerciali del Regno, e 10 consiglieri tecnici, ciascuno per uno specifico settore dell'industria italiana.
Da parte giapponese corrispondeva un analogo "comitato di benvenuto" presieduto dal Vice ministro degli Affari esteri Kensuke Horinuchi.

### Delegati ufficiali
- S.E. Senatore Conte Gr. Uff. Dott. Ettore Conti di Verampio, Ambasciatore straordinario del Re e Imperatore, Presidente della Missione
- Comm. Enrico Mattolo, capo del Servizio Economico Paesi transoceanici del Ministero degli Affari Esteri, Segretario generale della Missione
- Comm. Dott. Romolo Angelone, Consigliere commerciale presso la Regia Ambasciata a Tokyo
- Dott. Felice Di Falco, funzionario della Divisione Trattati del Ministero per gli Scambi e le Valute
- Dott. Clemente Boniver, funzionario dell'Istituto Nazionale Fascista per il Commercio Estero
- Dott. Eugenio Plaja, Regio Addetto consolare, Ministero degli Affari Esteri, Segretario della Delegazione ufficiale;

### Consiglieri tecnici
- Gr. Uff. Nob. Antonio Cosulich, Vicepresidente di Finmare, armatore
- Gr. Uff. Dott. Ing. Giovanni Battista Chiossi (1880), Direttore centrale Industrie Chimiche
- Comm. Dott. Ing. Col. Enrico Bonessa (Regia Aeronautica), Industria Aeronautica[2].
- Principe Boncompagno Boncompagni Ludovisi, Industria Tessili artificiali
- Comm. Dott. Celestino Frigerio (Banca Commerciale Italiana), questioni bancarie ed economiche
- Dott. Ing. Raffaello Rosselli, Industrie pesanti
- Comm. Spartaco Boldori (Fiat), Industrie meccaniche
- Dott. Ing. Vincenzo Mannucci, Industria meccanica
- Comm. Dott. Francesco Nonis, Industrie estrattive
- Conte Dott. Federico Veglio di Castelletto, Industrie olearie
- Marchese Dott. Oberto Doria Lamba, Addetto al Capo della Missione.

## Il programma
La missione giunse con la nave Shanghai Maru a Nagasaki il 5 maggio 1938 accolta da 100.000 studenti al grido di "benvenuto" e "banzai" e per tutto il mese di maggio si svolse un serratissimo e rigoroso programma sul territorio nipponico. Fino al 22 maggio gli italiani rimasero a Tokyo (salvo un unico spostamento a Nikkō): visitarono i palazzi della famiglia imperiale, portarono la loro visita a ciascun ministro dell'Impero e all'ambasciatore del Manchukuo i quali la ricambiarono alla Missione italiana; vennero organizzati numerosi incontri e riunioni coi membri del comitato giapponese presso il Circolo degli industriali di Tokyo. Tutti questi impegni erano alternati da ricevimenti e pranzi offerti dai vari ministri, dalla Camera di Commercio, dall'Istituto italo-giapponese di Tokyo e dai magnati dell'industria come i Mitsubishi e i baroni Mitsui, ovvero i principali sostenitori dell'espansionismo e del militarismo nipponici.
Il 10 maggio la missione venne ricevuta in udienza dall'imperatore Hirohito e dall'Imperatrice Kōjun.
Dal 23 maggio le tappe riguardarono le città di Shizuoka, Nagoya, Kyoto, Osaka e Kōbe: in ognuna di esse la Missione si incontrò coi rispettivi sindaci, prefetti e presidenti delle camere di commercio, visitando musei, templi, fabbriche, piantagioni, raffinerie e redazioni di giornali.
Analogamente, ciò si ripeté in giugno in Manchukuo. Da Kobe gli italiani sbarcarono a Dairen il 2 giugno. All'incontro coi vari ministri e col generale giapponese Kenkichi Ueda, vero detentore del potere politico-militare nel paese, seguì il 4 giugno nella capitale Hsinking (oggi Changchun) l'udienza presso l'Imperatore Pu Yi, già sovrano della Cina.
Sino al 15 giugno le visite furono analoghe a quelle già stabilite in Giappone, ma adeguate allo stato di occupazione militare in cui versava il Manchukuo: esse riguardarono anche le città di Mukden, Fushun e Anshan dove la missione si incontrò con le relative autorità e visitò impianti industriali e monumenti di guerra giapponesi. Tra gli incontri con autorità, militari e industriali (per lo più giapponesi) spiccava quella con Yoshisuke Aikawa, fondatore della Nissan e presidente della The Manchuria Heavy Industry Development Company che controllava l'intera industria mancese.

## Gli accordi e le conseguenze
Principale risultato della missione fu, il 5 luglio 1938, la stipula a Tokyo di un accordo commerciale tra il regno d'Italia e gli imperi del Giappone e del Manchukuo. I rappresentanti dei tre governi alla firma dello stesso furono rispettivamente: Ettore Conti, il generale Kazushige Ugaki (ministro degli esteri) e Yuan Chen-Tuo (ambasciatore mancese a Tokyo). Fu inoltre stipulato il Trattato di Amicizia, commercio e navigazione tra l'Italia e il Manchukuo.
Gli obiettivi italiani erano ambiziosi, poiché non auspicavano soltanto lo sviluppo di mercati asiatici, ma persino una partecipazione allo sfruttamento dello stesso Manchukuo e della Cina settentrionale, ovvero le zone controllate dal Giappone.
In sostanza, le transazioni, anche attraverso una forma di cambio merce, avrebbero avuto un valore equipollente di 150.000.000 di lire (corrispondenti a circa 130.000.000 di euro del 2012: piuttosto modesti se confrontati coi valori odierni -con un interscambio pari a 4.3 miliardi di euro- ma da contestualizzare nella realtà dell'epoca). I due imperi asiatici accettarono di acquistare beni italiani per 34.000.000 di yen (corrispondenti a circa 187.000.000 di lire di allora e a 160.000.000 di euro del 2012) di cui 19.000.000 in armi, velivoli, apparecchiature e munizioni e 3.000.000 in veicoli a motore. Nei risvolti pratici alcuni risultati si dimostrarono invece deludenti: la Fiat, ad esempio, mirava a un'espansione commerciale nelle zone occupate dal Giappone ma dovette confrontarsi con le case automobilistiche nipponiche (Toyota, Nissan e Mitsubishi) che la osteggiarono. 
L'atteggiamento dei giapponesi fu caratterizzato da una profonda diffidenza e un loro preciso interesse era carpire il più possibile informazioni essendo particolarmente abili non tanto nella creatività quanto nella riproduzione e nel perfezionamento tecnico. Tutto ciò emerse già nei rapporti finalizzati all'esportazione di materiale aeronautico.
Da parte italiana, l'interesse fu rivolto a semilavorati e materie prime, come l'importazione annua di 200.000 tonnellate di semi di soia coltivati in Manchukuo (pari al 5% della produzione nazionale mancese, la quale era seconda alla Cina col 57% della produzione mondiale) e che venivano scambiate col materiale aeronautico. L'Italia riconobbe l'esclusiva di tale rapporto, impegnandosi a non importare semi americani. A ciò s'aggiunsero grossi quantitativi mancesi di olio di semi di soia, olio di perilla e setole di maiale.
La missione ebbe inoltre un'importante valenza politica e consolidò il rapporto tra i due paesi alleati, prossimi a scendere in guerra a fianco della Germania.
Nel settembre successivo, una missione mancese comandata da Han Yun Chien, accompagnato dall'ambasciatore giapponese Hotta, giunse a Napoli e venne ricevuta dalle massime autorità italiane, primo fra tutti Galeazzo Ciano. Tra l'aprile e il giugno del 1940, seguì una missione economica giapponese in Italia. Nel settembre di quell'anno, a Berlino, Giappone e Italia sottoscrissero con la Germania il Patto Tripartito.